# El Chimí
El Chimí är en ort i Mexiko.   Den ligger i kommunen Mexicali och delstaten Baja California, i den nordvästra delen av landet, 2 200 km nordväst om huvudstaden Mexico City. El Chimí ligger 10 meter över havet och antalet invånare är 106.
Terrängen runt El Chimí är mycket platt. Runt El Chimí är det ganska tätbefolkat, med 58 invånare per kvadratkilometer. Närmaste större samhälle är Guadalupe Victoria, 12,0 km sydost om El Chimí. Trakten runt El Chimí består till största delen av jordbruksmark.